# Fritz Steiner (Schauspieler, 1896)

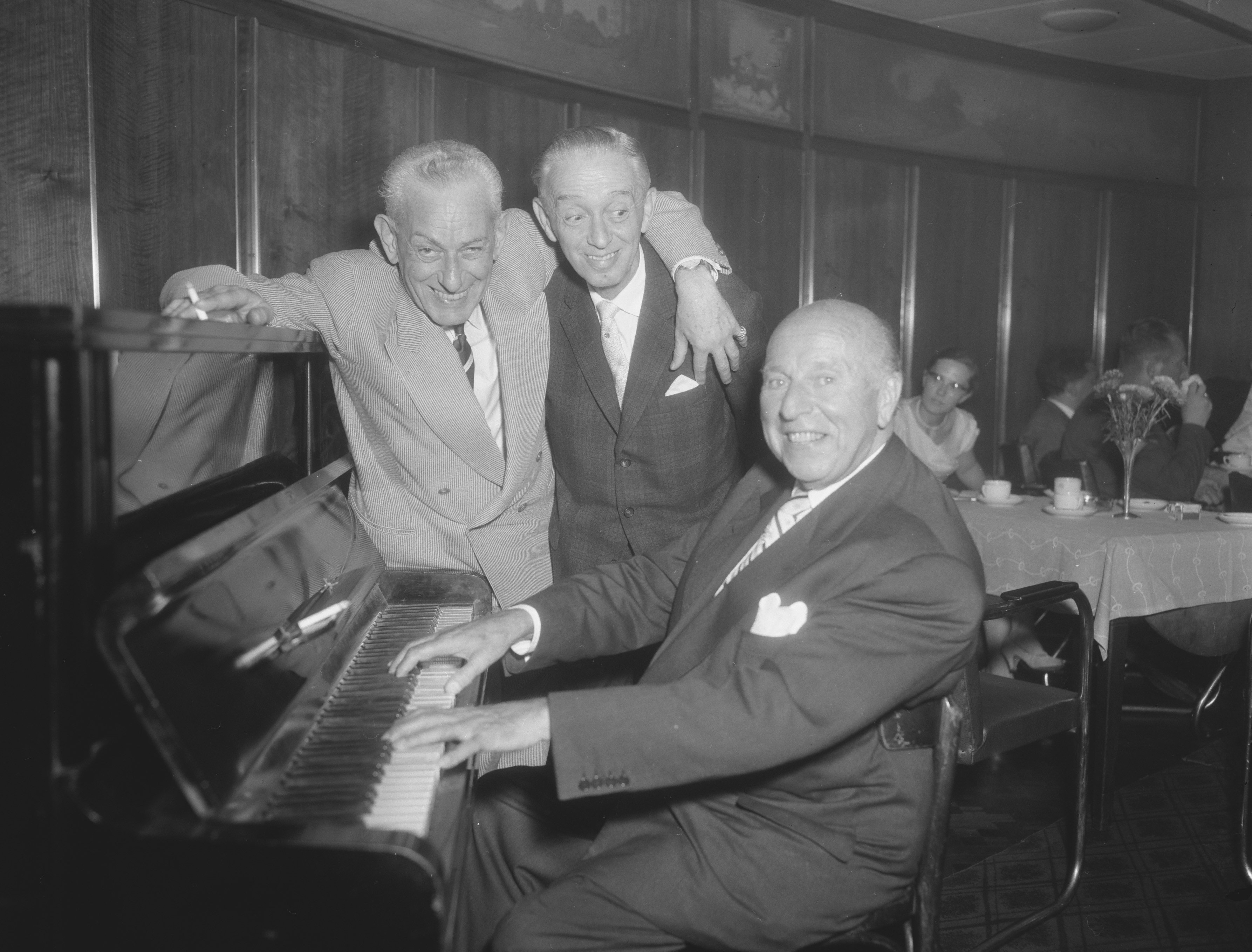
Otto Aurich, Fritz Steiner und Robert Stolz (Amsterdam, 1958)

Fritz Steiner (* 1. November 1896 in Wien; † 23. November 1976 ebenda) war ein österreichisch-niederländischer Schauspieler, Komiker, Tänzer und Operettendarsteller.

## Leben
Fritz Steiner wurde als Siegfried „Fritz“ Steiner geboren. Über Steiners frühen Werdegang ist nur sehr wenig bekannt. Er erhielt eine Ausbildung zum Tänzer im Ballett der Wiener Volksoper. 1912 hatte er ein Engagement als Tanzkomiker und Tanzbuffo am Theater von Olmütz (Olomouc/CZ). Nach dem Ersten Weltkrieg wirkte er als Operettenkomiker in Brünn (Brno/CZ), Berlin und Wien. 
In Wien, hier insbesondere am Theater an der Wien, war er an etlichen Operetten-Uraufführungen beteiligt, so im April 1925 in Der Orlow von Bruno Granichstaedten, im März 1926 in Die Zirkusprinzessin (als Toni Schlumberger), im September 1927 in Die gold’ne Meisterin, im März 1931 in Der Bauerngeneral von Oscar Straus und schließlich im März 1932 in Emmerich Kálmáns Operette Der Teufelsreiter (als Prinz Karl). Im Juli 1931 gehörte er am Operettentheater Leipzig als Sekretär John Buffy an der Seite von Rosy Barsony zur Uraufführungsbesetzung der Operette Die Blume von Hawaii.
Anfang der 1930er Jahre kam Steiner auch zum Film und erhielt mehrere Rollen in frühen Tonfilmen. Dort spielte er die gesamte Chargenpalette: einen Tänzer, einen Diener, einen Komponisten und einen Offiziersburschen.
Mit der Machtübernahme durch die Nationalsozialisten musste der Jude Steiner aus Deutschland fliehen und fand zunächst Schutz in Ungarn. Hier trat er 1935 letztmals vor die Kamera, in der nie aufgeführten, deutschsprachigen Emigrantenproduktion Dschainah, das Mädchen aus dem Tanzhaus. 1938 ging Steiner in die Niederlande ins Exil. Im selben Jahr 1938 gründete er in Den Haag die „Hoofdstad-Operette“ und betätigte sich in Holland auch als Konzertagent, wo er Gastspiele renommierter Künstler vermittelte. 1938 wirkte er auch an Festaufführungen zum 40-jährigen Thronjubiläum vom Königin Wilhelmina mit. An der Seite von einst populären Berliner Kollegen wie Max Ehrlich und Willy Rosen fand er Beschäftigung bei Emigrantenkabaretts. So sah man Steiner beispielsweise im Juni 1939 in Rosens Revue „Vollkraft voraus!“ am Lutine Palace in Scheveningen. Auch in der Frühzeit der deutschen Besetzung der Niederlande setzte Steiner seine Arbeit am im Lutine Palace beheimateten Theater der Prominenten fort und trat sowohl in deutschsprachigen Stücken („Viel Vergnügen“ vom August 1940) als auch in holländischsprachigen Stücken („’s-Gravenhage lacht!“ im September 1940 und „Zo juist verschenen!“ im Oktober 1940) auf.
1961 kehrte er nach Wien zurück und hatte nochmals (bis 1964) ein Engagement am Wiener Raimundtheater. Er trat auch im Fernsehen auf.

## Filmografie
- 1930: Bockbierfest
- 1930: Eine Freundin, so goldig wie du
- 1930: Der Liebesarzt
- 1931: Die verliebte Firma
- 1931: Bobby geht los
- 1932: Der Feldherrnhügel
- 1935: Dschainah, das Mädchen aus dem Tanzhaus